# Sremská fronta

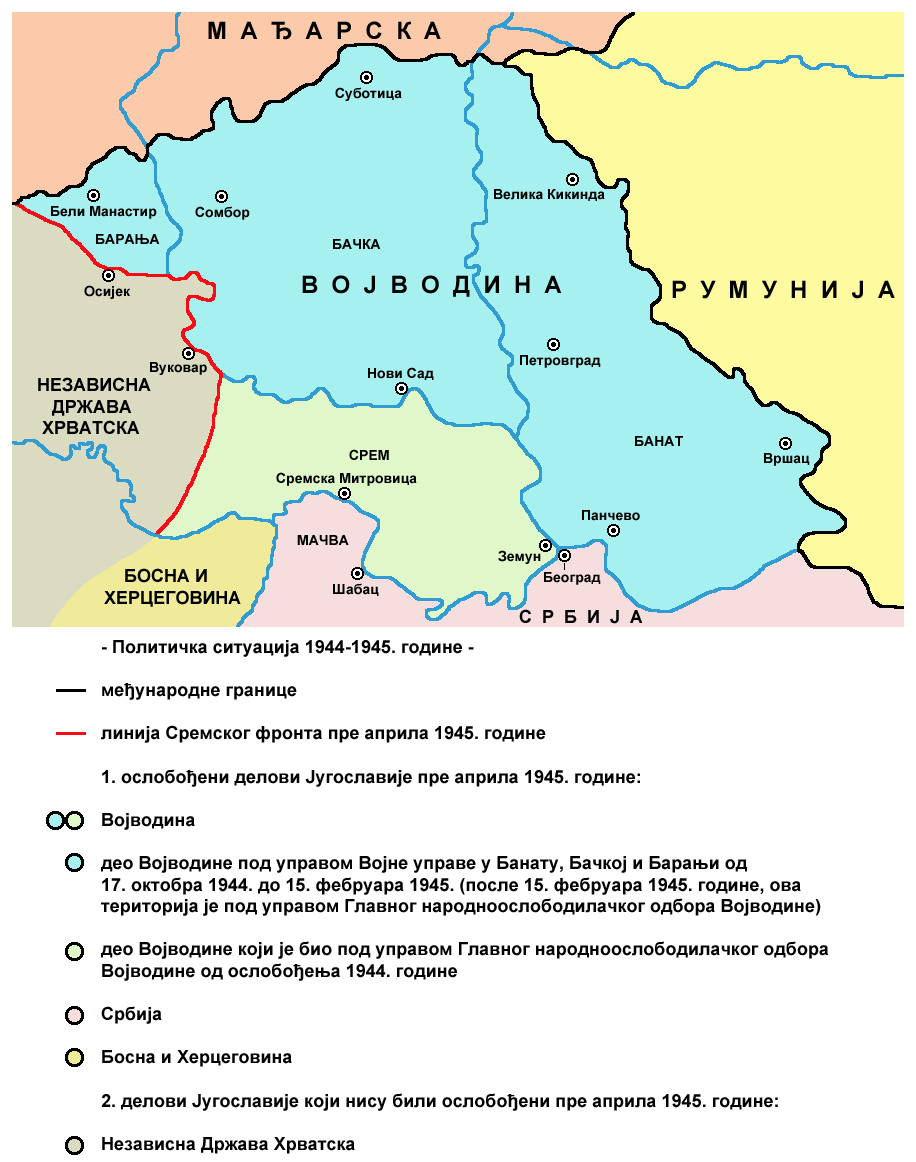
Sremská fronta (červeně) na mapě bývalé Jugoslávie

Sremská fronta (chorvatsky Srijemski front, srbsky Сремски фронт/Sremski front) byla jednou z front během druhé světové války. Nacházela se v oblasti Sremu, na hranici dnešního Srbska a Chorvatska. Ustálila se na podzim 1944 po osvobození Bělehradu, dne 23. října 1944. Proti sobě stála jugoslávská armáda, v níž byli partyzáni doplněni novými odvedenci a kterou podporovala Rudá armáda, a Wehrmacht, který doprovázely jednotky loajální hroutícímu se nezávislému státu Chorvatsko. Fronta se zhroutila po partyzánském útoku 12. dubna 1945, poté již byl pro spojence volný postup směrem na Záhřeb. Prvním osvobozeným městem po zhroucení fronty byly Vinkovci.
V bojích na sremské frontě bylo zapojeno nejvíce vojáků a techniky během celého boje na jugoslávském prostoru. Jugoslávští partyzáni měli připravené celkem dvě armády, 17 divizí a 7 samostatných brigád. Celkem okolo 180 000 lidí ve zbrani, 55 tanků a 222 letadel. Němci měli na své straně okolo 100 000 vojáků a zhruba 700 děl.
Boje na sremské frontě se proslavily především dlouhodobým trváním, obtížným bažinatým terénem a velkým počtem obětí (z jugoslávské strany asi 20 tisíc, na fašistické cca 30 tisíc). V jugoslávské společnosti potom dlouhou dobu trvala diskuze, zdali nedošlo během vedení bojů k přehmatům. Sremská fronta se proto stala jedním z témat odpůrců komunistického režimu a nástrojů kritiků Josipa Broze Tita.
Na konci 80. byl nedaleko Šidu vybudován rozsáhlý památník, připomínající oběti bojů na Sremské frontě.